# Томас Лебб
Томас Лебб (нім. Thomas Loebb, 11 липня 1957) — німецький ватерполіст.
Бронзовий призер Олімпійських Ігор 1984 року.
Бронзовий призер Чемпіонату світу з водних видів спорту 1982 року.
Чемпіон Європи з водного поло 1981 року, бронзовий призер 1985 року.